# Franck Bourgeron
 (décembre 2018).
Pour les articles homonymes, voir Bourgeron.
Franck Bourgeron, né en 1963, est un éditeur, auteur de bande dessinée et journaliste français.

## Biographie
Après des études aux Gobelins, il travaille dans la création de story-boards (il participe à la mise en images de Cédric et Fantômette), puis il exerce dans la bande dessinée, publiant plusieurs ouvrages aux éditions Futuropolis.
Il fait partie des directeurs des revues XXI, 6Mois, La Revue dessinée et Topo, ainsi que président de la société Quatre, éditrice de ces revues. Il est également cofondateur de La Revue dessinée et Topo.

## Distinctions
- Chevalier de l'ordre des Arts et des Lettres (2025)

## Publications

### One shots
- Aziyadé, Futuropolis,  (ISBN 2-7548-0078-6), 2007
Scénario : Pierre Loti et Franck Bourgeron - Dessin et couleurs : Franck Bourgeron
- La sainte Trinité, Futuropolis,  (ISBN 978-2-7548-0183-6), 2008
Scénario et dessin : Franck Bourgeron - Couleurs : Claire Champion
- L'obéissance, Futuropolis,  (ISBN 978-2-7548-0279-6), 2009
Scénario et dessin : Franck Bourgeron - Couleurs : Claire Champion

### Séries
Extrême orient
- n°1 Extrême orient : Li Fuzhi, Vents d'Ouest coll. Equinoxe,  (ISBN 2-7493-0137-8), 2004
Scénario et dessin : Franck Bourgeron - Couleurs : Claire Champion
- n°2 Extrême orient : He Sao, Vents d'Ouest coll. Equinoxe,  (ISBN 2-7493-0220-X), 2005
Scénario et dessin : Franck Bourgeron - Couleurs : Claire Champion

Stalingrad Khronika
- n°1 Première partie, Dupuis, coll. Aire Libre,  (ISBN 978-2-8001-4970-7), 2011
Scénario : Sylvain Ricard - Dessin : Franck Bourgeron - Couleurs : Claire Champion
- n°2 Deuxième partie, Dupuis, coll. Aire Libre,  (ISBN 978-2-8001-5744-3), 2013
Scénario : Sylvain Ricard - Dessin : Franck Bourgeron - Couleurs : Claire Champion
- Int Stalingrad Khronika, Dupuis, coll. Aire Libre,  (ISBN 978-2-8001-5746-7), 2013
Scénario : Sylvain Ricard - Dessin : Franck Bourgeron - Couleurs : Claire Champion

## Réalisations
- Fantômette
- Cédric

#### Articles
- La rédaction et Franck Bourgeron (int.), « C'est pas facile d'avoir huit ans », Le Soir,‎ 28 juillet 2001.
- Alain Bessec et Franck Bourgeron (int.), « L'Extrême Orient (et talent) de Franck Bourgeron », Ouest-France,‎ 26 juin 2005.
- Loïc Blache et Franck Bourgeron (int.), « « Raconte-moi le monde en dessins » », Le Populaire du Centre,‎ 18 août 2013.

#### Chroniques
- J. Briot, « Aziyadé », sur BD Gest, 7 mai 2007.
- J-M Grimaud, « Extrême orient 2. He Sao », sur BD Gest, 19 mai 2005.
- L. Gianati, « L'obéissance 1. L'Obéissance », sur BD Gest, 15 janvier 2010.
- L. Gianati, « La Sainte Trinité (fantaisie religieuse) », sur BD Gest, 10 avril 2008.
- D. Baran, « Stalingrad Khronika 1. Première partie », sur BD Gest, 17 août 2011.
- David Taugis, « Stalingrad Khronika (seconde partie) - Par Bourgeron & Ricard - Dupuis », sur Actua BD, 10 octobre 2013.
- David Taugis, « Stalingrad Khronika (première partie) - Par Bourgeron & Ricard - Dupuis », sur Actua BD, 25 octobre 2011.
- Martin Grillard, « Extrême Orient t.1 : Li Fuzhi, Franck Bourgeron, Vents d’Ouest », sur Actua BD, 10 mai 2004.
- Nina Stavisky, « La Sainte Trinité : Trois hommes et une glacière », dBD, no 22,‎ avril 2008, p. 27.